# Torre del Rocadillo
La Torre del Rocadillo (también llamada Torre del Gallo) es una torre de vigilancia costera en ruinas, ubicada en el yacimiento de Carteia, al oeste de Puente Mayorga, en el municipio de San Roque en la provincia de Cádiz, Andalucía, España. Fue construida en el siglo XVI y su misión era vigilar la desembocadura del río Guadarranque y trasmitir las señales de la torre de entre Entrerríos y Gibraltar.

## Historia y descripción
La torre cuadrangular, datada en el siglo XVI, fue parte de los sistemas de defensa costera impulsados por Felipe II y sus sucesores, basados en un modelo que provenía de la época andalusí. Se destaca por su ubicación estratégica en la parte del yacimiento más próxima al mar, en lo que hasta hace poco tiempo también era el extremo de la finca del Rocadillo, que le da su nombre (cuya primera referencia data de 1588).
La línea de puntos de vigilancia costera a la que pertenecía esta torre llegó a contar con siete atalayas más en el Campo de Gibraltar. De ellas, solo se conservan hoy en día la torre de El Rocadillo y la de Entrerríos, en Palmones.
Algunas, como las de San García, El Almirante y El Diablo, tenían una estructura cilíndrica, pero no se han conservado. A pesar de esta diferencia, todas seguían un diseño común que priorizaba la estabilidad y la altura de la construcción, proporcionando a los vigilantes una buena panorámica y seguridad. Sobresale el zócalo macizo que llegaba hasta la altura de la cámara de guardia, la cual estaba abovedada. Entre sus características principales están el acceso elevado, una puerta pequeña que requería una escalera de mano exterior fácilmente desmontable, y los cuatro balcones defensivos en el parapeto de la plataforma superior. Su altura es de 12 metros.
Este sistema de vigilancia unía, mediante torres de vigía, todo el litoral mediterráneo español y parte del atlántico, desde el Guadiana hasta el Ebro.